# 브렌던 핸슨
브렌던 조지프 핸슨(Brendan Joseph Hansen, 1981년 8월 15일 ~ )은 평영을 주로 활약한 미국의 수영 선수이며 400m 혼계영의 3연속 올림픽 금메달리스트(2004~12)이다.

## 어린 시절과 교육
펜실베이니아주 필라델피아의 외곽 해버타운에서 태어나 자라온 핸슨은 해버타운 고등학교에서 수학하였다. 카라쿵 수영 클럽을 포함한 몇다른 클럽을 위하여 수영하며 100 야드(1997~2000)의 4연속 고등학교 선수권을 우승하고 같은 종목에서 주립 고교 기록을 세웠다.
텍사스 대학교 오스틴에서 수학하는 동안 2001년부터 2005년까지 국립 대학 선수 협회(NCAA) 경연 대회에서 코치 에디 리즈의 텍사스 롱혼 수영·다이빙 팀을 위하여 활약하였다. 그 활약 기간 동안 핸슨은 평영 종목을 패한 적이 없다.
2005년 신체 운동학에서 학위를 따고 졸업하였다.

## 수영 경력

### 2001 ~ 03
핸슨은 평영을 주종목으로 활약하고, 대부분의 다른 수영 선수들보다 더욱 좁은 발차기를 합동한 유일한 스타일로 알려졌다. 2001년 후쿠오카에서 열린 세계 수상 선수권 대회에서 200m 평영을 2분 10.69초의 선수권 기록을 세워 우승하였다.
2003년 바르셀로나에서 열린 세계 수상 선수권 대회에서 400m 혼계영 금메달, 100m 평영 은메달, 200m 평영 동메달을 획득하였다. 첫 종목 100m 평영에서 그는 기타지마 고스케에게 밀려 1분 00.21초와 함께 2위를 하였다. 200m 평영에서는 2분 11.11초로 3위를 하다가, 400m 혼계영에서 세번째 주자로 59.61초와 헤엄쳐 미국 팀은 세계 기록 3분 31.54초로 우승하였다.

### 2004년 올림픽
2004년 미국 올림픽 선발 시합에서 100m와 200m 평영의 세계 기록을 세움에 불구하고 핸슨은 아테네 올림픽에서 100m 은메달과 200m 동메달을 획득하였다.
400m 혼계영에서 자신의 59.37초의 갈라짐은 역사상 가장 빠른 시간들 중에 있었다.

### 2005년 세계 선수권
2005년 몬트리올에서 열린 세계 수상 선수권 대회에서 핸슨은 100m-200m 평영과 400m 혼계영을 우승하였다. 100m에서 59.37초, 200m에서 2분 09.85초를 세우고 혼계영에서 59.33초로 헤엄쳐 미국 팀이 3분 31.85초로 우승하였다.

### 2006년
2006년 코노코필립스 국내 선수권 대회에서 핸슨은 100m와 200m 평영의 자신의 세계 기록을 각각 59.13초와 2분 08.74초로 낮추었다.
그해 캐나다 빅토리아에서 열린 팬퍼시픽 수영 선수권 대회에서는 200m 평영의 세계 기록을 다시 2분 08.50초로 낮추었다.

### 2007년 세계 선수권
2007년 멜버른에서 열린 세계 수상 선수권 대회에서 100m 평영 1위와 50m 평영 2위를 하였다. 200m 평영에도 들어갔지만 경기를 시작하지 않았다. 100m 평영을 59.80초로 우승하며, 2위로 들어온 기타지마 고스케보다 0.16초나 더 빨랐다. 이 승리는 그를 처음이자 지금까지 4회 만의 평영 세계 챔피언(롱코스)으로 만들었다. 27.69초로 50m 평영에서 2위를 한 핸슨은 1위의 올렉 리소고르보다 0.03초 느렸다.

### 2008년 올림픽
2008년 베이징 올림픽에서 자신의 단 하나의 개인 종목 100m 평영에서 4위를 하였으나 400m 혼계영에서 금메달을 따냈다.

### 2011년
2012년 런던 올림픽에 돌아오는 데 준비한 핸슨은 미국 국립 선수권에서 100m와 200m 평영을 각각 1분 00.08초와 2분 10.59초를 세워 우승하였다.

### 2012년 올림픽
2012년 네브래스카주 오마하에서 열린 미국 올림픽 선발 시합에서 100m 평영을 우승하여 올림픽에서 그 종목과 400m 혼계영에 들어가는 데 합격하였다. 200m 평영에도 나갔으나 4위를 하였다.
런던 올림픽에서 핸슨은 100m 평영 동메달과 400m 혼계영 금메달을 획득하였다.

## 같이 보기
- 올림픽 수영 남자 메달리스트 목록
- 수영 평영 100m 세계 기록 추이
- 수영 평영 200m 세계 기록 추이
- 수영 혼계영 400m 세계 기록 추이